# Wenzel II. (Liegnitz)

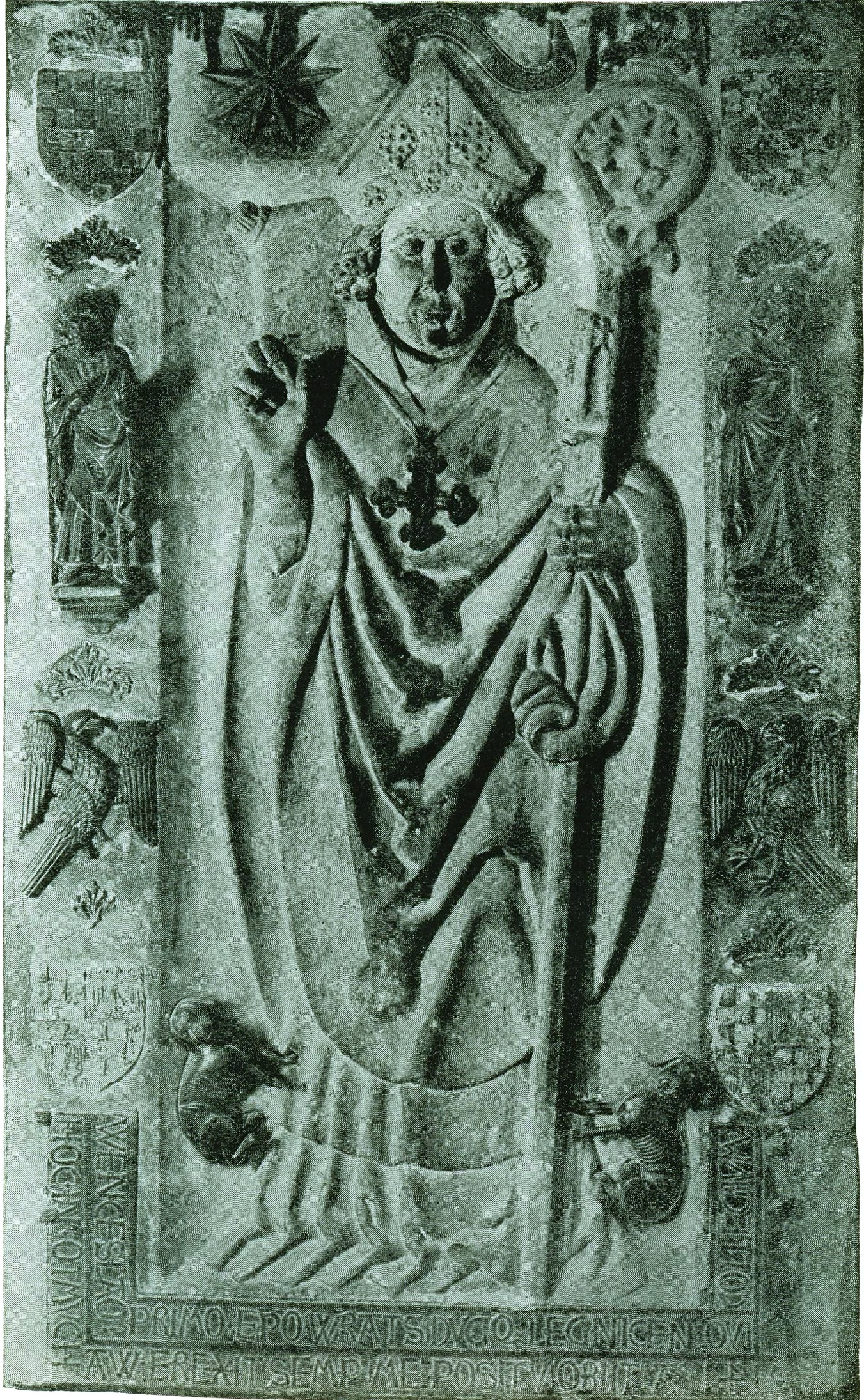
Epitaph für Bischof Wenzel von Liegnitz

Wenzel II. von Liegnitz (* 1348; † 30. Dezember 1419 in Ottmachau, Fürstentum Neisse) war 1409–1419 Herzog von Liegnitz, 1375–1382 Bischof von Lebus und 1382 bis 1417 Fürstbischof von Breslau.

## Herkunft und Familie
Wenzel II. von Liegnitz entstammte dem Geschlecht der Schlesischen Piasten. Seine Eltern waren Wenzel I., Herzog von Liegnitz, und Anna, Tochter des Teschener Herzogs Kasimir I.
Wenzels Geschwister waren
- Ruprecht I., († 1409), Herzog von Liegnitz, ⚭ 1372 Hedwig († 1390), Tochter des Herzogs Heinrich V. von Sagan
- Boleslaw IV. († 1394), Herzog von Liegnitz, verunglückte bei einem Reitturnier
- Heinrich VII. (1355–1398), Herzog von Liegnitz, Bischof von Kujawien
- Hedwig († 1409), ⚭ 1372 Heinrich VI. von Sagan († 1393)

## Leben

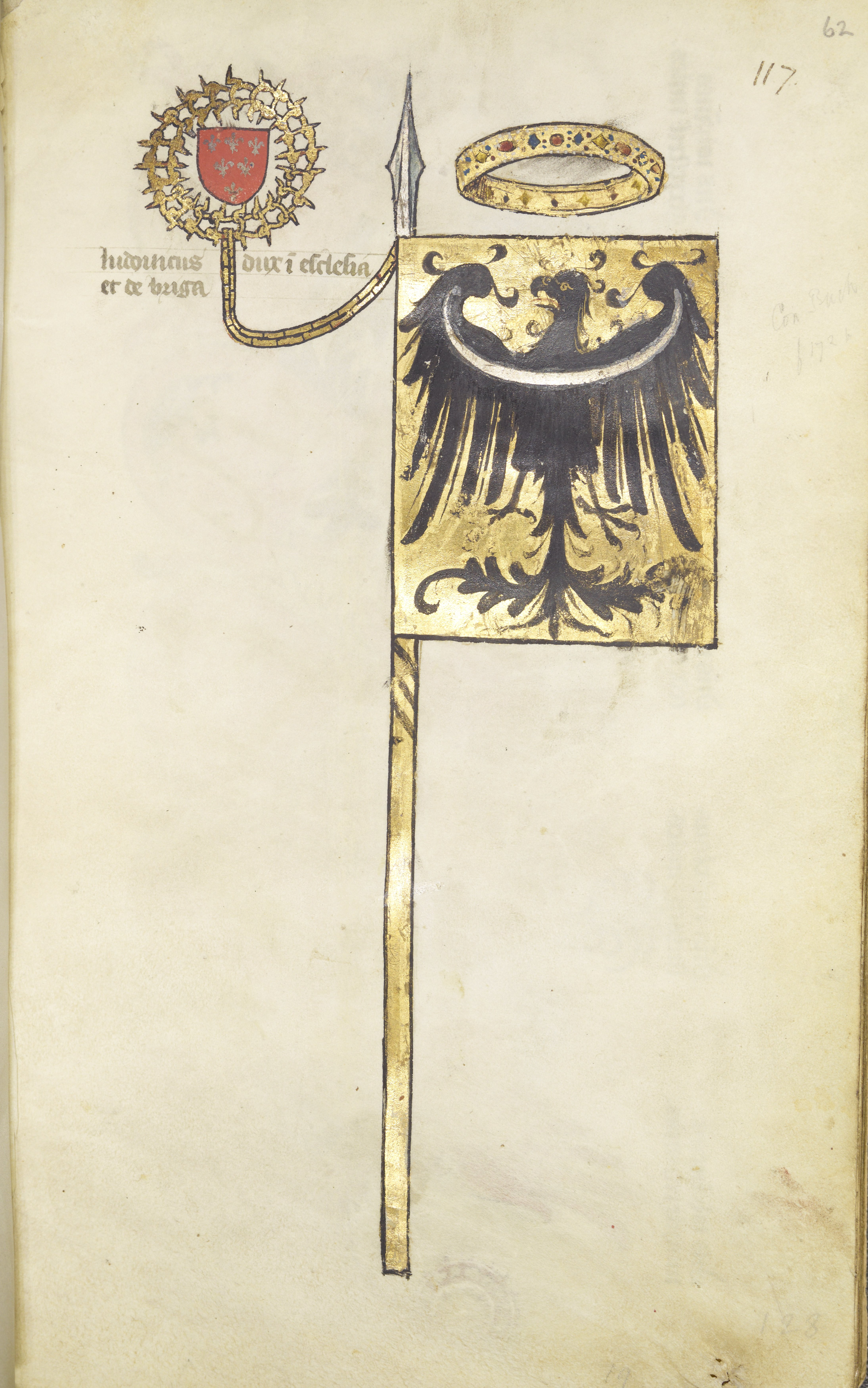
Der Lilienschild des Bischofs von Breslau und das Banner Ludwigs II. von Brieg am Beginn der Wappenreihe der Gesellschaft mit dem Rüdenband, ca. 1416 im Wappenbuch des portugiesischen Herolds Rylands Library, Latin Ms. 28.

Nach dem Tod des Vaters 1364 standen Wenzel und seine Geschwister zunächst unter der Vormundschaft ihres Onkels Ludwig I. Als 1368 Wenzels ältester Bruder Ruprecht volljährig wurde, übernahm er die Vormundschaft über Wenzel und dessen Geschwister. Gleichzeitig wurden Wenzel und seine Brüder Boleslaw und Heinrich Mitregenten Ruprechts. Um eine weitere Teilung des Herzogtums Liegnitz zu vermeiden, wurde Wenzel wie seine jüngeren Brüder Boleslaw und Heinrich von seinen Eltern für eine geistliche Laufbahn bestimmt.
Wenzel studierte in Montpellier und war seit 1368 Domherr in Breslau. Mit päpstlicher Dispens – er hatte noch nicht das Kanonische Alter erreicht – wurde er 1375 Bischof von Lebus, residierte jedoch in Fürstenwalde, da die Lebuser Kathedrale 1373 durch die Truppen des Kaisers Karl IV. (HRR) zerstört worden war. 
Nachdem Wenzels Bruder Heinrich VII., der seit 1379 das Amt des Breslauer Bistumsadministrators bekleidete, dieses Anfang 1381 infolge des Breslauer Bierkriegs verlor, wurde Wenzel von Papst Urban VI. zu dessen Nachfolger berufen. Anfang 1382 postulierte ihn das Domkapitel zum Bischof des seit 1376 vakanten Breslauer Bischofsstuhls. Nachdem Domkapitel und Wenzel den böhmischen Landesherrn König Wenzel IV. als Patron anerkannt und sich zu einer Geldzahlung verpflichtet hatten sowie dazu, alle Schlösser für den König offenzuhalten, wurde der Bierkrieg beigelegt. Papst Urban VI. hob nun das vom Domkapitel Ende 1380/Anfang 1381 verhängte Interdikt über Breslau auf und transferierte Wenzel am 13. April 1382 von seinem bisherigen Wirkungsort Lebus nach Breslau. Er sowie das Domkapitel leisteten am 6. Januar 1383 dem Landesherrn König Wenzel den Lehnseid. Die ihm vom Papst 1385 angebotene Kardinalswürde lehnte er ab. 1401, 1406 und 1415 hielt er Diözesansynoden ab.
Während seiner Amtszeit wurde der Nordturm des Breslauer Doms ausgebaut. In Ottmachau, Oberglogau und Falkenberg wurden Kollegiatkapitel errichtet. In Striegau wurde ein Karmelitenkloster, in Wiese bei Oberglogau ein Kloster der Paulinereremiten gegründet und die Johanniterkomturei in Warmbrunn 1403 in eine Zisterzienserpropstei umgewandelt, die dem Kloster Grüssau unterstand.
Wenzel war Oberhaupt der Rüdenbandgesellschaft, die ihn in ihren Statuten als ihren Herren bezeichnet.
1417 resignierte Wenzel und lebte danach auf dem Ottmachauer Schloss. Dort starb er am 30. Dezember 1419 und wurde in der Kirche des Kollegiatstifts in Ottmachau, das er gegründet hatte, beigesetzt. Nachdem das Kollegiatstift nach Neisse verlegt worden war, wurden seine Gebeine 1477 in die dortige Jakobuskirche umbestattet. Das für ihn geschaffene Epitaph aus Marmor zeigt ihn in vollem Bischofsornat.
Wenzel starb als letzter seiner Brüder, die alle keine männlichen Nachkommen hinterließen. Deshalb erlosch mit ihm die direkte Linie der Liegnitzer Piasten.